# Vautebis
Vautebis ist eine französische Gemeinde im Département Deux-Sèvres in der Region Nouvelle-Aquitaine (vor 2016: Poitou-Charentes). Sie hat 127 Einwohner (Stand: 1. Januar 2022) und gehört zum Arrondissement Parthenay sowie zum Kanton La Gâtine.
Die Einwohner werden Vautebitiens genannt.

## Geographie
Vautebis liegt etwa 14 Kilometer südsüdöstlich von Parthenay und etwa 33 Kilometer nordöstlich von Niort in der Landschaft Gâtine.

### Nachbargemeinden
Umgeben ist Vautebis von den Nachbargemeinden Vausseroux im Norden und Osten, Les Châteliers im Süden sowie Reffannes im Westen.

## Bevölkerungsentwicklung

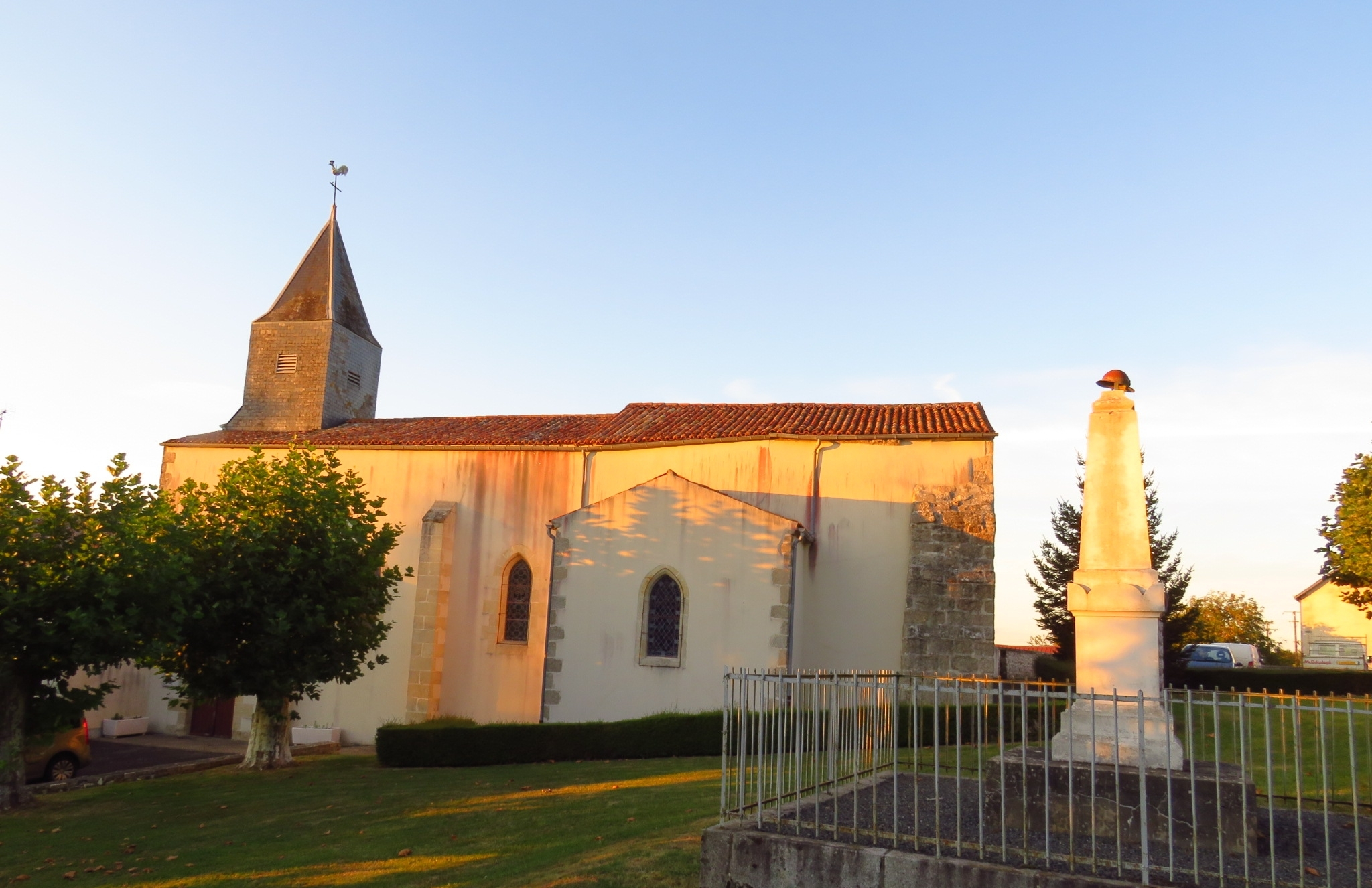
Kirche Saint-Léger

| Jahr      | 1962 | 1968 | 1975 | 1982 | 1990 | 1999 | 2006 | 2013 | 2019 |
| Einwohner | 245  | 220  | 172  | 160  | 151  | 122  | 115  | 124  | 113  |